# Amtsgericht Heldburg
Das Amtsgericht Heldburg war ein von 1879 bis 1949 bestehendes Amtsgericht der ordentlichen Gerichtsbarkeit mit Sitz in der thüringischen Stadt Heldburg. Vorläufer des Amtsgerichtes waren zwischen 1829 und 1850 das Land- und Stadtgericht Heldburg sowie in der Zeit 1850 bis 1879 die Kreisgerichtsdeputation Heldburg.

## Geschichte

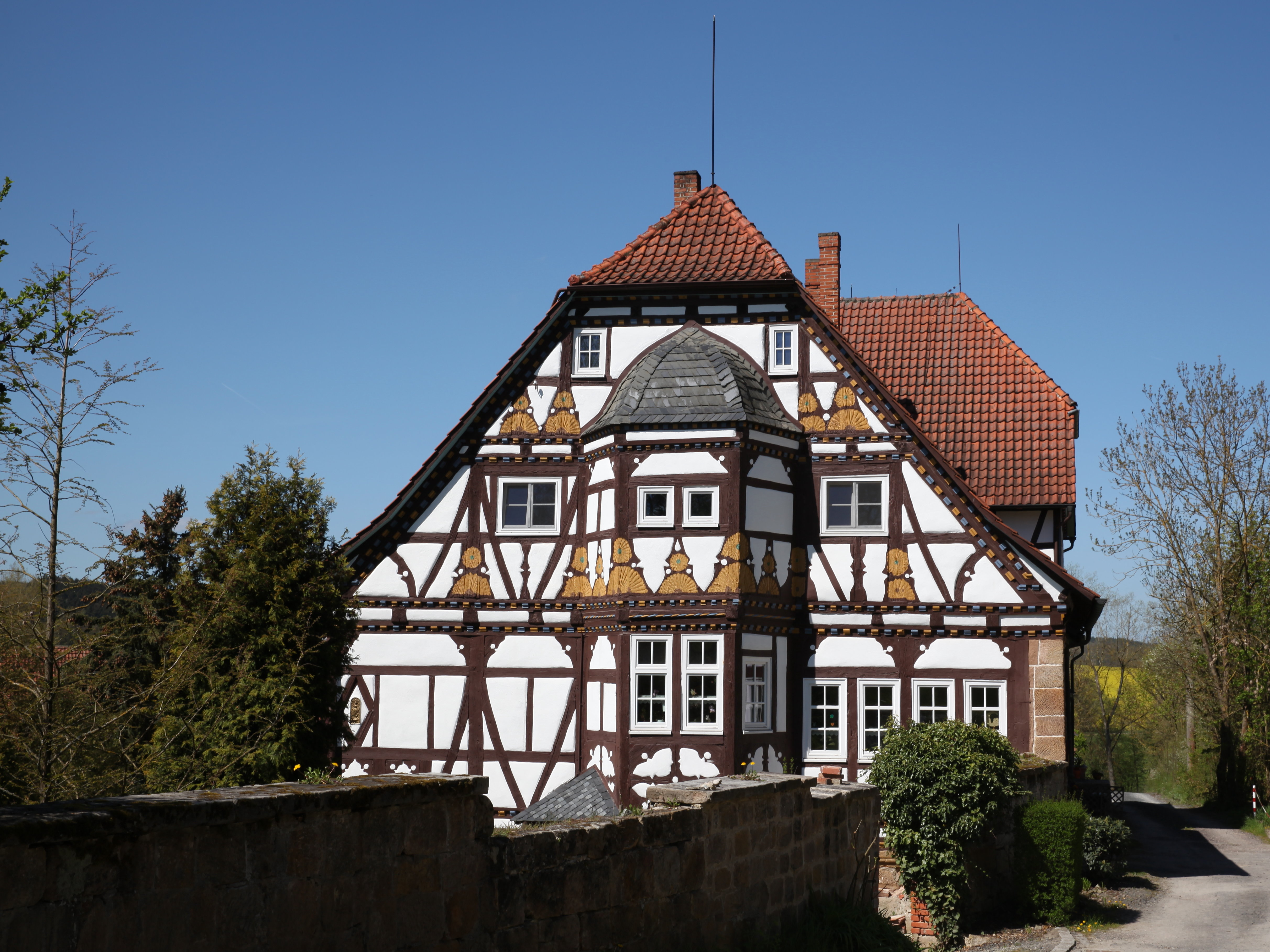
Ehemaliges Amtsgericht (2020)

Im Jahre 1829 wurden im damaligen Herzogtum Sachsen-Meiningen Verwaltung und Justiz getrennt und die bisherigen Ämter aufgehoben. So bildete man aus dem bisherigen Amt Heldburg mit den Städten Heldburg und Ummerstadt, dem Marktflecken Hellingen sowie den Dörfern Albingshausen, Billmuthausen, Colberg, Einöd, Erlebach, Gellershausen, Gompertshausen, Haubinda, Holzhausen, Käßlitz, Leitenhausen, Lindenau, Poppenhausen, Rieth, Schlechtsart, Schweickershausen, Seidingstadt, Völkershausen, Volkmannshausen und Westhausen das Land- und Stadtgericht Heldburg. Am 1. Dezember 1850 erfolgte eine Umbenennung in Kreisgerichtsdeputation Heldburg.
Infolge des Inkrafttretens des Gerichtsverfassungsgesetz es am 1. Oktober 1879 wurde schließlich aus der Gerichtsdeputation das Amtsgericht Heldburg, welches dem Landgerichtsbezirk Meiningen zugeordnet wurde.
Am 1. Oktober 1949 erfolgten die Aufhebung des Amtsgerichtes Heldburg und die Zuteilung seines gesamten Bezirkes an das Amtsgericht Hildburghausen.